# GKS Szombierki Bytom
El GKS Szombierki Bytom és un club de futbol polonès de la ciutat de Bytom, al districte de Szombierki.

## Història
Evolució del nom:
- 1945: RKS Kopalnia Szombierki
- 1949: ZKS Górnik Bytom-Szombierki
- 1957: Górniczy KS Szombierki Bytom
- 1997: Polonia/Szombierki Bytom
- 1999: GKS Szomberki Bytom

El club es proclamà campió de Polònia l'any 1980.

## Palmarès
- Lliga polonesa de futbol: 
  - 1980